# Boxe aux Jeux méditerranéens de 1997
Navigation
Édition précédente Édition suivante
Les compétitions de boxe anglaise de la 13e édition des Jeux méditerranéens se sont déroulées du 14 au 19 juin 1997 à Bari, Italie.

## Résultats

### Podiums
| Catégories                    | Or                     | Argent              | Bronze                               |
| Poids mi-mouches (-48 kg)     | Mimoun Chent           | Hasan Jelassi       | Abdel Kebir Ghennam Rafael Lozano    |
| Poids mouches (-51 kg)        | Carmine Molaro         | Mehdi Assous        | Bedri Çınar Rudik Kazandzhyan        |
| Poids coqs (-54 kg)           | Soner Karagöz          | Sergio Spatafora    | Riadh Klai Abdelaziz Boulahia        |
| Poids plumes (-57 kg)         | Serdar Yağlı           | Noureddine Madjhoud | Boris Georgiadis Hicham Nafil        |
| Poids légers (-60 kg)         | Mohamed Allalou        | Mohamed Ben Naceur  | Tigran Ouzlian Hasan Kabboud         |
| Poids super-légers (-63,5 kg) | Nurhan Süleymanoğlu    | Ciro Di Corcia      | Christophe Canclaux Kamel Chater     |
| Poids welters (-67 kg)        | Leonard Bundu          | Laureano Leyva      | Bülent Ulusoy Theodoros Kotakos      |
| Poids super-welters (-71 kg)  | Mohamed Salah Marmouri | Ercüment Aslan      | Cristian Sanavia Antonios Giannoulas |
| Poids moyens (-75 kg)         | Raffaele Bergamasco    | Jean-Paul Mendy     | Malik Beyleroğlu Yuris Kiriakidis    |
| Poids mi-lourds (-81 kg)      | Georgios Mourlas       | Stipe Drews         | Edmond Hoxha Frédéric Serrat         |
| Poids lourds (-91 kg)         | Giacobbe Fragomeni     | Mohamed Benguesmia  | Esmir Kukic Mustafa Amrou            |
| Poids super-lourds (+91 kg)   | Paolo Vidoz            | Sinan Şamil Sam     | Liberis Flesias Mirko Filipovic      |

### Tableau des médailles
| Place | Pays               | Médaille d'or | Médaille d'argent | Médaille de bronze | Total |
| ----- | ------------------ | ------------- | ----------------- | ------------------ | ----- |
| 1     | Italie             | 5             | 2                 | 1                  | 8     |
| 2     | Turquie            | 3             | 2                 | 3                  | 8     |
| 3     | Algérie            | 1             | 3                 | 1                  | 5     |
| 4     | Tunisie            | 1             | 2                 | 2                  | 5     |
| 5     | France             | 1             | 1                 | 2                  | 4     |
| 6     | Grèce              | 1             | 0                 | 6                  | 7     |
| 7     | Espagne            | 0             | 1                 | 1                  | 2     |
| 7     | Croatie            | 0             | 1                 | 1                  | 2     |
| 9     | Maroc              | 0             | 0                 | 4                  | 4     |
| 10    | Bosnie-Herzégovine | 0             | 0                 | 1                  | 1     |
| 10    | Égypte             | 0             | 0                 | 1                  | 1     |
| 10    | Chypre             | 0             | 0                 | 1                  | 1     |
| Total | 12 pays médaillés  | 12            | 12                | 24                 | 48    |